# Sinophorus cotidianus
Sinophorus cotidianus är en stekelart som beskrevs av Sanborne 1984. Sinophorus cotidianus ingår i släktet Sinophorus och familjen brokparasitsteklar. Inga underarter finns listade i Catalogue of Life.